# Briana Banks
Briana Banks (Monaco di Baviera, 21 maggio 1979) è un'ex attrice pornografica statunitense di origine tedesca.

## Biografia
Nata a Monaco di Baviera da padre tedesco e madre italoamericana, Briana si trasferì negli Stati Uniti quando aveva sette anni. Scelse la cittadinanza statunitense a 18 anni. Prima di iniziare la carriera nell'intrattenimento per adulti lavorò in un negozio di arte, come segretaria e come archivista.
Briana iniziò la sua carriera nel 1999 posando nuda in molte riviste per soli uomini. Il suo primo film pornografico fu University Coeds 18, in una scena con Brandon Iron. Iniziò la sua carriera con il nome Mirage, ma nel 2000 dopo il primo dei suoi due interventi chirurgici al seno cambiò il suo nome in Briana Banks. La sua prima apparizione col nome Briana Banks fu nel film Decadent Divas 9. Nel 2001 ha firmato un contratto con la Vivid Entertainment ed è stata Penthouse of Month.
Nel 2004 Briana è stata uno degli autori del libro How To Have a XXX Sex Life: The Ultimate Vivid Guide. Nel libro lei e altre attrici della Vivid davano consigli sul sesso e raccontavano aneddoti sulla loro vita sessuale privata.
Temporaneamente ritirata nel 2011, nel 2016 ha ripreso la sua carriera, nel film True MILF 3, ottenendo l'anno seguente l'XRCO per Best Cumback. Nel 2009 è stata inserita nella Hall of Fame dagli AVN e nel 2016 dagli XRCO. Ha numerosi tatuaggi: uno sopra il pube e uno sul coccige, una stella su entrambi i polsi.

## Vita privata
Briana è stata sposata dal 2003 al 2006 con il collega Bobby Vitale.

## Riconoscimenti
- AVN Awards
  - 2009 – Hall of Fame[9]
- XRCO Award
  - 2016 – Hall of Fame[10]
  - 2017 – Best Cumback[11]

## Filmografia
- 18 and Nasty 11 (1999)
- Cherry Poppers The College Years 12: Making The Grade (1999)
- Creme De La Face 38: The Rodney Show (1999)
- Cumback Pussy 24 (1999)
- Deep Oral Ladies 3 (1999)
- Down the Hatch 2 (1999)
- Fresh And Natural 2 (1999)
- Fresh Hot Babes 20: Put Something In My Ass (1999)
- Fuck Pigs 3 (1999)
- Kelly the Coed 5 (1999)
- More Dirty Debutantes 108 (1999)
- New Ends 14 (1999)
- Nineteen Video Magazine 30 (1999)
- North Pole 12 (1999)
- Perverse Desires (1999)
- Real Sex Magazine 24 (1999)
- Sandwich Of Love 1 (1999)
- University Coeds 18 (1999)
- Video Virgins 47 (1999)
- Watcher 3 (1999)
- Young Dumb and Full of Cum 1 (1999)
- 18 and Confused 2 (2000)
- All Star Dream Girls 2 (2000)
- American Nymphette 2 (2000)
- Ass to Mouth 1 (2000)
- ATM: Ass to Mouth 1 (2000)
- Babewatch 12 (2000)
- Babysitter 5 (2000)
- Bend Over And Say Ahh 2 (2000)
- Big Tit Paradise 1 (2000)
- Blowjob Adventures of Dr. Fellatio 23 (2000)
- Blowjob Tour Of Los Angeles 2 (2000)
- Booty Duty 9 (2000)
- Bridgette's Hellions (2000)
- Charlie's Little Devils (2000)
- Cumback Pussy 29 (2000)
- Deep Oral Ladies 8 (2000)
- Fiesta (2000)
- Fresh Creamed Teens 1 (2000)
- Gag Factor 1 (2000)
- Gangbang Auditions 5 (2000)
- Gutter Mouths 17 (2000)
- Hanz And Franz American Anal Adventure 2 (2000)
- Hardcore Schoolgirls 14 (2000)
- Initiations 2 (2000)
- Island Fever 1 (2000)
- It Had To Be You (2000)
- Kelly the Coed 6: Double Secret Probation (2000)
- Kelly the Coed 8: Pi Pi Pussy (2000)
- Lez-pee-ins 1 (2000)
- Lip Service (2000)
- Liquid Gold 4 (2000)
- Liquid Gold 5 (2000)
- Little White Chicks... Big Black Monster Dicks 6 (2000)
- Looking for Love (2000)
- Madam's New Maid (2000)
- More Dirty Debutantes 113 (2000)
- My Ass 8 (2000)
- Nasty Nymphos 29 (2000)
- Naughty Little Nymphos 3 (2000)
- Nymph Fever 4 (2000)
- Perfect Women (2000)
- Perverted Stories 28 (2000)
- Porn O' Plenty 1 (2000)
- Porno Chick (2000)
- Puppeteer (2000)
- Pure Max 1 (2000)
- Pussyman's Decadent Divas 8 (2000)
- Pussyman's Decadent Divas 9 (2000)
- Pussyman's Squirt Attack (2000)
- Real Golden Showers 2 (2000)
- Red Vibe Diaries 3 (2000)
- Seether (2000)
- Sex Spell (2000)
- Sextasy (2000)
- Sexual Harassment 2 (2000)
- Stacked 6: Knasty Knockers (2000)
- Taxi Dancer (2000)
- Understudy (2000)
- Violation of Amber Lynn (2000)
- Violation of Mirage (2000)
- Virgin Whore (2000)
- Voodoo Lounge (2000)
- Weekend In Diego (2000)
- White Trash Whore 16 (2000)
- Wicked Wishes (2000)
- YA 17 (2000)
- A Holes 4 (2001)
- American Nymphette 3 (2001)
- Ass Angels 2 (2001)
- Best of Brianna Banks (2001)
- Big Fat F.N. Tits 5 (2001)
- Blonde Buttfuck Bitches (2001)
- Briana Banks AKA Filthy Whore 1 (2001)
- Briana Loves Jenna (2001)
- Censored Naughty Tales 2 (2001)
- Chandler's I Want to Fuck Her First (2001)
- Deep Pink 2: Salsa Pink (2001)
- Devil Girl 1 (2001)
- Director's Cut (2001)
- Emerald Rain (2001)
- Erotic Eye (2001)
- Farmer's Daughters do Vegas (2001)
- Flash Flood 4 (2001)
- Flick (2001)
- Four Finger Club 14 (2001)
- Gallery of Sin 3 (2001)
- Haunted (2001)
- In Your Face (2001)
- In-flight Fantasies (2001)
- Jail Babes 19 (2001)
- Mr. Beaver Checks In 4 (2001)
- My Ass 10 (2001)
- My Favorite Whore 3 (2001)
- My Plaything: Jenna Jameson 1 (2001)
- Nymph Fever 5 (2001)
- On The Set With Brianna Banks (2001)
- Pimped by an Angel 1 (2001)
- Pussyman's Large Luscious Pussy Lips 2 (2001)
- Pussyman's Snatch Attack (2001)
- Secret Admirer (2001)
- Seriously Screwed (2001)
- Slick 1: Gone in 69 Seconds (2001)
- Slick 2: The Fast and Furious (2001)
- Sodomania: Slop Shots 10 (2001)
- Sodomania: Slop Shots 9 (2001)
- Sorority Sista's 2 (2001)
- Squirting Illustrated 1 (2001)
- Taboo 2001: Sex Odyssey (2001)
- Tails of Perversity 8 (2001)
- Titty Mania 3 (2001)
- Too Nasty To Tame 1 (2001)
- Too Nasty To Tame 2 (2001)
- Up the Wahzoo 1 (2001)
- Vegas Or Bust (2001)
- V-eight 1 (2001)
- Vision (2001)
- Where the Boys Aren't 14 (2001)
- White Panty Chronicles 17 (2001)
- 2001: Big Bust Odyssey (2002)
- All There Is (2002)
- Ass Angels 3 (2002)
- Bankable (2002)
- Booby Trap 1 (2002)
- Briana Banks AKA Filthy Whore 2 (2002)
- Chatterbox (2002)
- Double Air Bags 6 (2002)
- Fantastic Stories (2002)
- First Timer 1 (2002)
- Fluffy Cumsalot, Porn Star (2002)
- Good Things (2002)
- Heart Breaker (2002)
- Honey I Blew Everybody 3 (2002)
- On The Set With Jewel De'Nyle (2002)
- Sexual Harassment 6 (2002)
- Shape Of Sin (2002)
- Shy (2002)
- Swallow This (2002)
- Swoosh (2002)
- Un-protected Sex (2002)
- Up For Grabs 3: Briana Banks (2002)
- Upper Class (2002)
- Vixen (2002)
- Where the Boys Aren't 15 (2002)
- 10 Magnificent Blondes (2003)
- Anally Submerged Semen Slurpers (2003)
- Caught Stealing (2003)
- Dawn of the Debutantes 5 (2003)
- Fire in the Hole (2003)
- Girls Only: Cheyenne (2003)
- Happily Never After (2003)
- Hefty Hooters (2003)
- Night Stick (2003)
- Only the Best of Brianna Banks (2003)
- Pie in the Face (2003)
- Pretty Girl (2003)
- Real Female Orgasms 4 (2003)
- Sessions (2003)
- Titsicle (2003)
- Tricks (2003)
- Violation of Briana Banks (2003)
- Virgin Porn Stars 3 (2003)
- Where the Boys Aren't 16 (2003)
- About Face (2004)
- Aftermath (2004)
- Backdoor Bandits (2004)
- Blonde And Blonder (2004)
- Briana Banks AKA Filthy Whore 3 (2004)
- Brianna's Dolls (2004)
- Carpool (2004)
- Collision Course (2004)
- Contestants (2004)
- Dark Side of Briana (2004)
- Fists of Fury 3 (2004)
- Flawless 2 (2004)
- Foot Work (2004)
- Girls Like It Rough (2004)
- Golden Guzzlers 5 (2004)
- Key Party (2004)
- Last Girl Standing (2004)
- Latin Fantasies (2004)
- Love Hurts (2004)
- Matrix Pornstars (2004)
- Monster Facials 3 (2004)
- My Favorite Babysitters 2 (2004)
- Nuttin' Hunnies 1 (2004)
- Ring Me Up! (2004)
- Straight Fucking (2004)
- Ticket 2 Ride (2004)
- Virtual Sex with Briana Banks (2004)
- Where the Boys Aren't 17 (2004)
- Addicted to Sex (2005)
- And The Envelope Please Tawny Roberts (2005)
- Auditioning (2005)
- Best Deep Throat On The Planet (2005)
- Blondes Deluxxxe (2005)
- Briana's Backyard BBQ (2005)
- Brianna Loves Double Anal (2005)
- Dr. Lenny's Favorite Anal Scenes (2005)
- Dropping Panties (2005)
- End Game (2005)
- Grudgefuck (2005)
- Heeeeere's Dasha (2005)
- House of Anal (2005)
- Monster Tits (2005)
- New Royals: Mercedez (2005)
- No No Brianna (2005)
- Pissing Beauties (2005)
- Squirting Yellow 4 (2005)
- Stunner (2005)
- Tarot (2005)
- What's Up Squirt 1 (2005)
- Whore Next Door (2005)
- Blush (2006)
- Breaking and Entering (2006)
- Briana Loves Rocco (2006)
- Follow the Yellow Old Stream 4 (2006)
- Jenna Loves Justin (2006)
- Party Mouth (2006)
- Rack 'em Up (2006)
- Roughed Up (2006)
- Smother Sisters (2006)
- Time For Briana (2006)
- Blonde Legends (2007)
- Flawless 8 (2007)
- Kayden's First Time (2007)
- Layout (2007)
- Lesbian Big Boob Bangeroo 9 (2007)
- Master of Perversion (2007)
- Me Blonde Love Cum (2007)
- Star 69: DD (2007)
- Streamtime Gushers (2007)
- Vivid's Private Reserve (2007)
- Where the Boys Aren't 18 (2007)
- Heart Breaker (2008)
- Perfect Match (2008)
- Star 69: Strap Ons (2008)
- Touch Me (2008)
- Where the Boys Aren't 19 (2008)
- Butt Floss Chronicles (2009)
- Flashback (2009)
- In the Army Now (2009)
- Lustrous (2009)
- Tinkle Time 3 (2009)
- Titanic Tits (2009)
- Undress Me (2009)
- Briana Extreme (2010)
- My Mother in Law is a Cunt (2010)
- Real Porn Auditions 1 (2010)
- Adam and Eve's 40th Anniversary Collection (2011)
- American Dad XXX: An Exquisite Films Parody (2011)
- Cougar Club 3 (II) (2011)
- Femdom Ass Worship 9 (2011)
- Fuck Team 5 15 (2011)
- Matrimonial Mother Fuckers (2011)
- Pornstars Punishment 4 (2011)
- TSA: Your Ass Is in Our Hands (2011)
- Porn Legacy (2012)
- Seduced by a Cougar 20 (2012)